# Flashforward (roman)
 (janvier 2023).
Pour les articles homonymes, voir Flashforward (homonymie).
Flashforward (titre original : Flashforward) est un roman de science-fiction écrit par l'auteur canadien Robert J. Sawyer, et publié pour la première fois en 1999.
L'histoire se déroule en 2009. Au CERN, une expérience menée dans le LHC provoque la perte de conscience de toute l'espèce humaine pendant plus de deux minutes. Durant ce malaise, chaque être humain découvre un aperçu de son avenir, à travers les sens de son futur soi. Au réveil, l'humanité s'aperçoit que les pannes et les accidents ont provoqué un grand nombre de décès pendant son coma.

## Résumé
Le héros, Lloyd Simcoe, est un expert canadien en physique des particules de 45 ans. Il travaille avec sa fiancée Michiko, qui a une fille, Tamiko. Parmi les autres chercheurs se trouve Theo Procopides, leur ami.
L’histoire débute en 2009. Au CERN, le Grand collisionneur de hadrons est utilisé pour une expérience visant à trouver le Boson de Higgs. Cette expérience a une conséquence inattendue : toute l'espèce humaine perd conscience pendant environ deux minutes. Pendant ce laps de temps, quasiment tout le monde a une vision de lui-même dans le futur (environ 21 ans plus tard). Chaque individu voit son avenir à travers les sens de son futur soi. Ce flashforward entraîne une multitude de morts et d’accidents impliquant des véhicules, des avions et tout appareil nécessitant un contrôle humain au moment du test.
Tout le début du livre raconte les suites et les conséquences du flashforward. Parmi ces conséquences, la mort de la fille de Michiko après qu'un véhicule incontrôlé a foncé dans son école. Bizarrement, aucun appareil d’enregistrement n’a fonctionné dans le monde présent lors du flashforward. Les bandes ne contiennent que du bruit, et les enregistrements dans les studio de télévision sont vierges jusqu’à la fin du phénomène. L’un des personnages interprète cela comme une preuve de vérification de la théorie quantique et de l’influence de l’observateur. Sans la conscience de la race humaine, la « réalité » s’est trouvée dans un état d’indétermination. Au retour de la conscience, la réalité s’est réduite à sa plus simple configuration, celle dans laquelle les objets en mouvement ont continué leur course dans la direction qu’ils avaient déjà.
La mort de plusieurs personnages est prévisible par le flashforward. Quiconque n’a pas eu de vision est supposé décéder dans les vingt ans à venir. Parmi ceux-là, Theo Procopides. Certains rapportent avoir lu des articles sur sa mort dans le futur. Cependant, avec le temps, il semble que les événements du futur ne soient pas complètement prédestinés. D'aucuns, déprimés par la vision de leur lamentable destin, décident de se suicider, changeant ainsi cet avenir. L’histoire commence à tourner autour d’un meurtre mystérieux, tandis que Theo tente d’empêcher son propre assassinat. Son frère Dimitrios, qui aspirait à devenir écrivain mais qui se vit simple serveur dans un restaurant, fait partie des suicidés.
Au CERN, les scientifiques prévoient de répéter l’essai, mais après avoir averti le monde de l’heure exacte, pour que l'humanité se prépare. Cependant, aucun flashforward ne se produit. En revanche, le LHC parvient à trouver le boson de Higgs.
Peu après cette découverte, l’énigme du flashforward est résolue. Au moment même où se déroulait l’expérience du LHC, une impulsion de neutrinos arrivait des restes de la supernova 1987A. Ces restes ne proviennent pas d'une étoile à neutrons mais d'une étoile à quarks, un corps ultra dense en matière étrange. Les tremblements d’étoile provoquent l’émission d’une impulsion de neutrinos à des intervalles imprévisibles. Alors que la date du déroulement du flashforward approche, un satellite est envoyé en orbite proche de Pluton, d’où il est possible d’envoyer des alertes plusieurs jours avant qu’une nouvelle impulsion de neutrinos ne touche la Terre. Les particules voyagent moins rapidement que la lumière puisqu’ils ont une masse, et donc un message radio du satellite (bien que le livre utilise la notion de « communication plus rapide que la lumière » à base de tachyons) atteindra la Terre avant les neutrinos. Le but est de relancer le LHC afin de créer un nouveau flashforward.
Pendant ce temps, Theo Procopides découvre le complot d’un fanatique visant à saboter l’expérience. Le désespéré tient les équipes du LHC responsables de la mort de sa femme lors du premier phénomène. Pendant une course poursuite au sein des tunnels du LHC, Théo parvient à arrêter l'homme, empêchant par la même occasion son propre meurtre.
Il s’avère que l’impulsion de neutrinos arrive le jour même que tout le monde avait vécu durant le tout premier flashforward. Le monde entier s’arrête de vivre au cours ce moment attendu mais, cette fois, personne n’a de vision, à quelques rares exceptions près. Simcoe se voit traversant le temps pendant des milliards d’année via une succession de rafales de neutrinos. Sa conscience persiste dans différents corps artificiels. Il a la sensation d’une autre personne à ses côtés dans certaines de ces situations.
À la fin de l'expérience, la signification de l’absence de vision soulève un questionnement général. Simcoe réalise que l’effet connecte deux périodes de perturbations quantiques se déroulant dans la vie des individus concernés. Comme il n’y aura plus aucun événement dans la vie des humains, personne n’a eu de vision lors de ce test, sauf ceux qui sont secrètement associés à un programme d’immortalité contrôlé par la personne que Lloyd voit dans son second flashforward, la personne à ses côtés. En particulier, des lauréats du prix Nobel se voient offrir la chance de participer au programme. Cependant, on ignore si Lloyd accepte le traitement, étant donné l’interprétation de « la perte de mémoire » qu’il décrit à sa femme. On comprend que Theo se verra lui aussi offrir le traitement. Le roman se termine lorsque Theo contacte Michiko dans l’espoir d’une histoire d’amour.

## Adaptation
Le roman est adapté en 2009 à la télévision dans la série télévisée Flashforward. Cependant, l'intrigue, les personnages et les lieux en sont différents.